# Valdis Liepiņš
Valdis Liepiņš (ur. 1939 w Rydze) – łotewski działacz społeczny i emigracyjny, od 2011 poseł na Sejm XI kadencji.

## Życiorys
Urodził się w przedwojennej Łotwie, w wieku 5 lat wyemigrował wraz z matką i dziadkiem do Niemiec i Wielkiej Brytanii. Ojciec Edgars walczył w Legionie Łotewskim, został zesłany w głąb ZSRR. Valdis Liepiņš kształcił się w szkołach w Niemczech i Wielkiej Brytanii, następnie studiował filozofię, nauki polityczne i ekonomię na Uniwersytecie w Oxfordzie. Uzyskał stopień bakałarza i magistra. Będąc obywatelem Wielkiej Brytanii, a następnie także Kanady, pracował w branży ekonomicznej. Był zatrudniony w spółce "Canadian Facts" badającej rynek (m.in. jako jej wicedyrektor). Współorganizował światowe kongresy młodzieży łotewskiej w Berlinie i Londynie (1968; 1972). Zasiadał w radzie i zarządzie Łotewskiego Zjednoczenia Narodowego w Kanadzie (1970–1975). W latach 1974–1984 stał także na czele struktur Kanadyjskiego Centrum Łotyszy w Toronto. W 1989 zakładał grupę wsparcia Łotewskiego Frontu Ludowego (LTF) w Toronto. W tym samym roku wszedł w skład rady LTF jako przedstawiciel zagranicy.
Po odzyskaniu przez Łotwę niepodległości został współzałożycielem kanadyjskiej firmy "Rīga Overseas Investments Inc." Wykładał w Wyższej Szkole Ekonomicznej w Rydze (Rīgas Ekonomikas augstskolā, REA), Uniwersytecie Stradiņša, Akademii Komunikacji i Centrum Edukacji Handlowej (Komercizglītības centrs) w Rydze. W kadencji 2005–2009 zasiadał w radzie miejskiej stolicy z rekomendacji Nowej Ery. W 2007 założył Stowarzyszenie na rzecz Reformy Prawa Wyborczego (Vēlēšanu reformas biedrība), zostając jego prezesem.
W 2011 przyłączył się do Partii Reform Zatlersa, z ramienia której uzyskał mandat posła na Sejm XI kadencji z okręgu ryskim.
Odznaczony m.in. Orderem Trzech Gwiazd (1996).
Żonaty, ma dwie córki.